# Ужиця
У́жиця, Вужиця (біл. Вужыца) — невелика річка в Верхньодвінському районі Вітебської області Білорусі.

## Географія
Річка бере початок з озера Тятно (за 1,2 км на схід від села Дуброви), що знаходиться на Освейському пасмі. Протікає на південний захід по Полоцькій низовині. Впадає до річки Західна Двіна (за 1 км на південний захід від залізничної станції Верхньодвінськ), не утворюючи в останній затоки.
Довжина річки — 48 км. Площа басейну — 350 км². Пересічні річні витрати води (у гирлі) — 2,5 м³/с. Середній похил — 0,74 м/км.
Долина V-подібна, на окремих ділянках трапецієподібна, середня ширина — 300—500 м. Заплава двобічна, шириною 100—150 м, на окремих ділянках відсутня. Русло звивисте, ширина від 3-5 м.

## Притоки
Основні притоки:
- праві: Святиця, Муквятиця
- ліві: Березовка.

Крім того до річки впадають багато струмків, стікає вода із озер Стрєлковське, Звонець.